# مسلسل رسوم متحركة

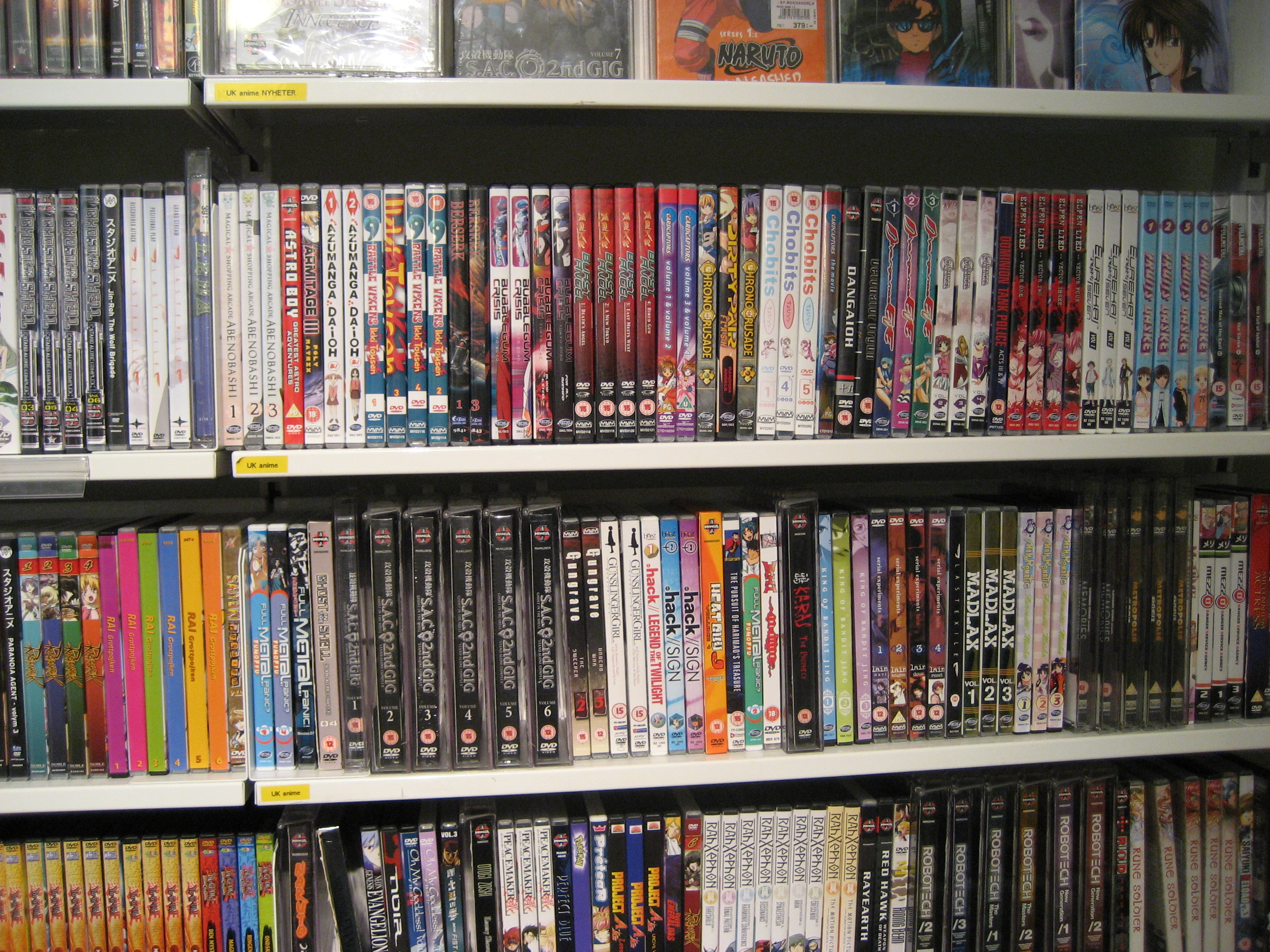

المسلسل الكرتوني هو مجموعة من البرامج التلفزيونية للرسوم المتحركة المقدمة بانتظام مع عنوان السلسلة المشتركة، وعادة ما تكون مرتبطة مع بعضها البعض. كما تشارك عادة في هذه الحلقات الشخصيات ذاتها والموضوع الاساسي ذاته. فبالنسبة للبث التلفزيوني، يتم إنشاء برامج أوتحديثها مع عنوان السلسلة المشتركة، التي تكون عادة مرتبطة مع بعضها البعض ويمكن أن تظهر بقدر يصل إلى مرة واحدة في الأسبوع أو يوميا خلال حيز زمني محدد. سلسلة الرسوم المتحركة الكرتونية تطبق أيضا البث التلفزيوني الخارجي، كما كان الحال بالنسبة لأفلام توم وجيري القصيرة التي ظهرت في مسارح الأفلام سنة 1961-1962م. ويمكن ان تكون السلسلة عبارة عن عدد محدود من الحلقات كالمسلسل، لها نهاية معروفة، أو أن تكون مفتوحة النهاية، بدون عدد محدد مسبقا من الحلقات.

## التركيب
مدة كل حلقة تختلف تبعا للسلسلة الفردية. تقليدياً، يتم إنتاج السلسلة كبرامج نصف ساعة كاملة؛ ومع ذلك، يتم إنتاج العديد من المسلسلات الكرتونية كرسوم متحركة قصيرة من 10 إلى 11 دقيقة، والتي يمكن إرفاقها مع مسلسلات قصيرة أخرى لملء الفترة الزمنية المحددة. في بعض الأحيان يتم تجميع المسلسل الكرتوني معا وفقا لطلبات برمجة الشبكات. وبالتالي قد يظهر المسلسل الكرتوني المعين بعدد من الأشكال أو كتلة زمنية، مثل ساعة باتمان /سوبرمان.

## المحتوى
بشكل عام، الرسم الكاريكاتوري هو جزء من الفن، وضعت عادة بنية الدعابة. و يعود هذا الاستخدام إلى عام 1843 م عندما قامت مجلة بانش بوضع فئة الرسوم الكاريكاتورية للرسوم الساخرة في صفحاتها. و منذ ذلك الحين، تم استخدام الرسوم الكاريكاتورية، وبعدها المسلسلات الكرتونية لغرض الكوميديا. ومع ذلك، فقد انخفضت برامج الرسوم المتحركة في الأنواع الأخرى كمسلسلات الحركة والمغامرة (على سبيل المثال، مسلسل Speed Racer ومسلسل G.I. Joe).
و كانت فترة الثمانينات والتسعينات هي نهضة المسلسل التلفزيوني الكرتوني للأطفال والبالغين. فبدأت شبكات البث المختلفة وشركات وسائل الإعلام بإنشاء القنوات التلفزيونية والأشكال التي صممت خصيصا لبث المسلسل الكرتوني. كما بدأت الشركات التي لديها بالفعل هذه الأنواع من الأشكال بإصلاح نماذجها القائمة خلال هذه الفترة.

خلال فترة التسعينات، بدأ ظهور المحتوى الأكثر نضجاً من المسلسلات الكرتونية التقليدية تلك لتبدو ذو نطاق واسع أكثر تتجاوز الجمهور الأولي من الأطفال. وشملت هذه المسلسلات الكرتونية عائلة سمبسون، بيفيز وبوت هيد، ملك التل، دك مان، وساوث بارك. كما حولت مسلسل ريبوت، الذي بدأ كمسلسل مناسب للأطفال، المراحل العمرية المستهدفة هي بين 12 سنة وأكبر، مما أدى إلى قصص أكثر ابهاما وأكثر نضجا.

## وصلات خارجية
- (بالإنجليزية) The History of the Discovery of Cinematography